# Le Mesnil-le-Roi
Le Mesnil-le-Roi är en kommun i departementet Yvelines i regionen Île-de-France i norra Frankrike. Kommunen ligger i kantonen Maisons-Laffitte som tillhör arrondissementet Saint-Germain-en-Laye. År 2022 hade Le Mesnil-le-Roi 6 340 invånare.

## Befolkningsutveckling
Antalet invånare i kommunen Le Mesnil-le-Roi
| Referens: INSEE |